# Староарамейски език
Староарамейският език е семитски език, използван за написване на редица библейски книги и е основният език на Талмуда.
Първоначално староарамейският е езикът на арамейците, семитска народност, заселила се в Плодородния полумесец около XII век пр. Хр. С времето той се разпространява сред останалите народи в региона и към VII век пр. Хр. служи за лингва франка на Близкия изток. С включването на тези територии в Персийската империя, староарамейският става един от официалните езици в персийската администрация. Към V век пр. Хр. староарамейският вече е говоримият език на евреите и, макар че е частично взаимноразбираем с иврит, по-старите текстове на Библията трябва да им бъдат превеждани. Смята се, че Иисус Христос е говорил на някой от диалектите на староарамейския.
От староарамейския произлизат сирийският език, който ползва сирийска азбука, днес на него говорят някои от близкоизточните народи и християнски деноминации като асирийци, несториани, яковити. Съществува и самарянското наречие, представляващо видоизменен арамейски диалект, примесен силно с юдаизми.